# Tall-e Moḩammad Yūsof
Tall-e Moḩammad Yūsof (persiska: تَلِّ مُحَمَّد يوسُف) är en ort i Iran.   Den ligger i provinsen Lorestan, i den västra delen av landet, 400 km sydväst om huvudstaden Teheran. Tall-e Moḩammad Yūsof ligger 1 385 meter över havet och antalet invånare är 170.
Terrängen runt Tall-e Moḩammad Yūsof är kuperad, och sluttar norrut.Runt Tall-e Moḩammad Yūsof är det ganska tätbefolkat, med 72 invånare per kvadratkilometer. Närmaste större samhälle är Vasīān, 13,7 km nordväst om Tall-e Moḩammad Yūsof. Omgivningarna runt Tall-e Moḩammad Yūsof är i huvudsak ett öppet busklandskap.